# Elecciones locales irlandesas de 2024
Las elecciones locales irlandesas de 2024 se celebraron en todas las autoridades locales de Irlanda el viernes 7 de junio de 2024, el mismo día en que se celebraron las elecciones al Parlamento Europeo . 
Cada área de gobierno local (una ciudad, un condado o una ciudad y un condado) se divide en áreas electorales locales (Local Electoral Areas: LEA) donde se eligen de tres a siete concejales según el sistema de representación proporcional mediante el voto único transferible.  Incluye las elecciones a la alcaldía de Limerick de 2024, el primer alcalde elegido directamente en Irlanda.   Este año se registró un número récord de mujeres candidatas a las elecciones, con el 31,4% (682 de 2.171 candidatos) de representación femenina. 

## Cronología electoral
- 5 de abril: El Orden ministerial fija la fecha de las elecciones, emitida por Darragh O'Brien, Ministro de Vivienda, Gobierno Local y Patrimonio
- 8 de mayo: Fecha en la que se podrán colocar carteles
- 7 de junio: jornada electoral (7 am-10 pm)

## Campaña

### Violencia y abuso contra candidatos
El 8 de mayo, la concejal de Fingal, Tania Doyle, y su marido fueron agredidos mientras colocaban carteles electorales por un hombre que gritaba consignas antiinmigración y antimusulmanas mientras un cómplice lo filmaba. Ambos fueron heridos:  su marido acabó sangrando y tirado en el suelo y Doyle recibió un puñetazo en la cabeza al intentar protegerlo. La agresión duró 15 minutos y finalizó cuando el cómplice apartó al agresor del marido de Doyle  al ver que seguía pateándolo. 
A consecuencia de esto, Doyle declaró que temía por sus vidas y que no seguiría con la campaña durante el resto de las elecciones.  La gardaí ha afirmado que están investigando el asunto. 
Paralelamente, el mismo día, Janet Horner, la concejal de la ciudad de Dublín y también miembro del Partido Verde fue agredida y amenazada de muerte por un hombre de la extrema derecha mientras esta se encontraba colocando carteles electorales. Posteriormente y a pesar del suceso, Horner se puso en contacto con la gardaí y decidió seguir. 
En otro incidente ocurrido el 8 de mayo, un hombre amenazó con un cuchillo a dos mujeres que colocaban carteles en la zona de Smithfield de Dublín para la candidata socialdemócrata Ellen O'Doherty y les exigió que retiraran los carteles. Otro hombre se unió más tarde. Las mujeres lograron escapar gracias a una vecina que salió de su casa y pidió a los hombres que se detuvieran. Las activistas informaron del incidente a la gardaí y dijeron que no harían campaña en el futuro ni regresarían a la zona.  
El 15 de mayo, la candidata Suzzie O'Deniyi  del partido Fianna Fáil fue agredida verbalmente junto a sus compañeros por un hombre en la área Caherdavin de Limerick mientras este lo grababa. Un hombre, Aaron Daly de Caherdavin, fue arrestado por la Gardaí y acusado de dos cargos por uso de palabras o comportamiento amenazante, abusivo o ofensivo, contrarios al artículo 6 de la Ley de Justícia Penal (orden público) de 1994, antes de ser puesto en libertad bajo fianza. A Daly se le prohibió tener cualquier tipo de contacto con O'Deniyi y se le obligó a presentarse periódicamente ante la gardaí hasta su juicio previsto para el 6 de septiembre de 2024.
Dos días después, Linkwinstar Mattathil Mathew, candidato del Fine Gael en Artane – Whitehall, y su equipo de campaña se vieron obligados a retirar carteles después de haber sido intimidados y abusados por motivos raciales por un grupo de hombres, quienes filmaron el incidente y lo publicaron en las redes sociales. 
El 16 de mayo, Tánaiste Micheál Martin denunció estos ataques y señaló que la gran mayoría de los atacados pertenecían a minorías. Enfatizó el derecho de cualquier persona, independientemente de su origen, a presentarse a las elecciones como pilar de la democracia liberal. 

## Posición de los partidos
| Partido                | Concejales      | Concejales                       | Concejales  |
| Partido                | Resultados 2019 | Escaños el día de las elecciones | Cambio      |
| ---------------------- | --------------- | -------------------------------- | ----------- |
| Fianna Fáil            | 279             | 276                              | 3           |
| Fine Gael              | 255             | 254                              | 1           |
| Sinn Féin              | 81              | 81                               | Sin cambios |
| Labour                 | 57              | 55                               | 2           |
| Green                  | 49              | 45                               | 4           |
| Socialdemócratas       | 19              | 22                               | 3           |
| Irlanda Independiente  | -               | 13                               | 13          |
| PBP–Solidarity         | 11              | 10                               | 1           |
| Aontú                  | 3               | 3                                | Sin cambios |
| Inds. 4 Change         | 3               | 2                                | 1           |
| Right to Change        | -               | 2                                | 2           |
| Rabharta               | -               | 1                                | 1           |
| Kerry Ind.             | 1               | 1                                | Sin cambios |
| Republican Sinn Féin   | 1               | 1                                | Sin cambios |
| Workers' Party         | 1               | 1                                | Sin cambios |
| Workers and Unemployed | 1               | 1                                | Sin cambios |
| Independent            | 185             | 181                              | 4           |

## Resultados por partido
| Party                    | Candidates | Seats | ±           | 1st pref. | FPv% | ±%    |
| ------------------------ | ---------- | ----- | ----------- | --------- | ---- | ----- |
| Fianna Fáil              | 366        | 246   | 30          |           | 22.9 | 4.00  |
| Fine Gael                | 339        | 245   | 9           |           | 23.0 | 2.26  |
| Sinn Féin                | 335        | 102   | 21          |           | 11.8 | 2.32  |
| Labour                   | 109        | 56    | 1           | 97,575    | 5.3  | 0.4   |
| Social Democrats         | 77         | 35    | 13          | 63,273    | 3.4  | 1.1   |
| Green                    | 129        | 23    | 22          | 66,684    | 3.6  | 2.1   |
| Independent Ireland      | 61         | 23    | 10          | 51,562    | 2.8  | Nuevo |
| People Before Profit     | 45         | 10    | 4           | 22,231    |      |       |
| Aontú                    | 66         | 8     | 5           | 39,461    | 2.1  | 0.7   |
| Wexford Ind. Alliance    | 12         | 5     | 5           | 10,223    | 0.6  | Nuevo |
| 100% Redress             | 6          | 4     | 4           | 7,400     | 0.4  | Nuevo |
| Solidarity               | 8          | 3     | 1           | 4,952     |      |       |
| Inds. 4 Change           | 2          | 2     | 1           | 3,537     | 0.2  | 0.3   |
| Irish Freedom            | 28         | 1     | 1           | 9,500     | 0.5  | Nuevo |
| National Party           | 15         | 1     | 1           | 4,983     | 0.3  | Nuevo |
| Right to Change          | 2          | 1     | 1           | 2,639     | 0.1  | Nuevo |
| Workers' Party           | 3          | 1     | Sin cambios | 1,700     | 0.1  |       |
| Workers and Unemployed   | 2          | 1     | Sin cambios | 1,887     | 0.1  |       |
| Kerry Ind.               | 1          | 1     | Sin cambios | 1,574     | 0.1  |       |
| Independent Left         | 1          | 1     | Sin cambios | 1,365     | 0.1  |       |
| Republican Sinn Féin     | 1          | 1     | Sin cambios | 974       | 0.1  |       |
| The Irish People         | 57         | 0     | New         | 13,134    | 0.7  | Nuevo |
| Ireland First            | 8          | 0     | New         | 3,165     | 0.2  | Nuevo |
| Rabharta                 | 4          | 0     | 2           | 1,246     | 0.1  | Nuevo |
| Glór                     | 1          | 0     | New         | 559       |      |       |
| Party for Animal Welfare | 5          | 0     | New         | 457       |      | Nuevo |
| Farmers' Alliance        | 2          | 0     | New         | 355       |      | Nuevo |
| Independent              | 487        | 176   |             |           |      |       |
| Total                    | 2,172      | 949   | —           |           | —    | —     |

## Las encuestas de opinión
| Última fecha de votación | Firma electoral / Comisionado | Tamaño de la Muestra | SF Left         | FF Renew            | FG EPP | GP G/EFA | Lab S&D | SD  | People Before Profit–Solidarity | Aon | O/I  |   |   |   |    |
| ------------------------ | ----------------------------- | -------------------- | --------------- | ------------------- | ------ | -------- | ------- | --- | ------------------------------- | --- | ---- | - | - | - | -- |
| Última fecha de votación | Firma electoral / Comisionado | Tamaño de la Muestra | 22 de mayo 2024 | Red C/Business Post | 1,021  | 21       | 15      | 19  | 3                               | 5   | O/I  | 4 | 4 | 3 | 26 |
| 15 de mayo 2024          | The Irish Times/Ipsos B&A     | 1,500                | 18              | 20                  | 21     | 5        | 6       | 3   | 2                               | 1   | 23   |   |   |   |    |
| 8 febrero 2020           | 2020 general election         |                      | 24.5            | 22.2                | 20.9   | 7.1      | 4.4     | 2.9 | 2.6                             | 1.9 | 13.5 |   |   |   |    |
| 24 mayo 2019             | 2019 local elections          |                      | 9.5             | 26.9                | 25.6   | 5.6      | 5.7     | 2.3 | 1.9                             | 1.5 | 24.1 |   |   |   |    |